# Азансола
Азансола — деревня в Тужинском районе Кировской области России. Входит в состав Тужинского городского поселения.

## География
Деревня находится в юго-западной части Кировской области, в подзоне южной тайги, к востоку от автодороги Р176, на расстоянии приблизительно 1 км (по прямой) к юго-востоку от посёлка городского типа Тужа, административного центра района. Абсолютная высота — 128 метров над уровнем моря.
Климат
Климат характеризуется как континентальный, с продолжительной холодной многоснежной зимой и умеренно тёплым летом. Среднегодовая температура — 3 °C. Вегетационный период продолжается 157—167 дней, из которых 122—130 дней бывает со среднесуточной температурой воздуха выше 10 °C. Годовое количество атмосферных осадков — 450 мм, из которых около 260—300 мм выпадает в период вегитации. Снежный покров держится в течение 165 дней.
Часовой пояс
Деревня Азансола, как и вся Кировская область, находится в часовой зоне МСК (московское время). Смещение применяемого времени относительно UTC составляет +3:00.

## Население
| 2010 |
| ---- |
| 72   |

Половой состав
По данным Всероссийской переписи населения 2010 года, в гендерной структуре населения мужчины составляли 47,2 %, женщины — соответственно 52,8 %.
Национальный состав
Согласно результатам переписи 2002 года, в национальной структуре населения марийцы составляли 61 % из 94 чел., русские — 37 %.